# Acalolepta macrophthalma
Acalolepta macrophthalma là một loài bọ cánh cứng trong họ Cerambycidae.